# Distretto di Virú
Il distretto di Virú è uno dei tre distretti della provincia di Virú, in Perù. Si trova nella regione di La Libertad e si estende su una superficie di 2.565,78 chilometri quadrati.

Istituito il 4 gennaio 1995, ha per capitale la città di Virú e contava 64.822 abitanti nel censimento del 2005.